# Sonia Bunting
Sonia Beryl Bunting (* 9. Dezember 1922 in Johannesburg; † 24. März 2001 in Kapstadt; geboren als Sonia Beryl Isaacman) war eine südafrikanische Politikerin und Journalistin. Sie war ein führendes Mitglied der Südafrikanischen Kommunistischen Partei (CPSA, später SACP). Zusammen mit ihrem Mann Brian Bunting war sie auch im britischen Exil politisch aktiv.

## Leben
Sonia Isaacman wurde als Tochter von Dora und David Isaacman geboren, die als Juden vor Pogromen in Osteuropa nach Südafrika geflohen waren. Nach ihrem Matric begann sie ein Medizinstudium an der University of the Witwatersrand in Johannesburg. 1942 schloss sie sich der CPSA an. Sie beendete ein Jahr nach ihrer Immatrikulation ihr Studium, um im Hauptquartier der Partei zu arbeiten. Dort traf sie ihren späteren Ehemann Brian Bunting, den sie 1946 heiratete. Sie zogen nach Kapstadt. Nach dem Verbot der Partei im Zuge des Suppression of Communism Act im Jahr 1950 arbeitete sie für die oppositionellen Zeitungen The Guardian, New Age und The Spark. 1951 war sie zusammen mit Ahmed Kathrada Gast des 3. Weltjugendfestivals in Ost-Berlin. 1953 nahm sie an der Gründung der im Untergrund agierenden South African Communist Party teil. Beim Congress of the People im Jahr 1955 in Kliptown gehörte sie zu den Podiumssprechern. Im nachfolgenden Treason Trial war sie neben 155 anderen Oppositionellen angeklagt, wurde aber 1958 freigesprochen. 1959 wurden sie und ihr Mann unter Hausarrest gestellt. Nach dem Massaker von Sharpeville 1960 wurde sie über drei Monate inhaftiert. 1962 wurde New Age verboten, kurz darauf auch die Nachfolgezeitung The Spark.
Die Familie ging daraufhin ins Exil nach London, wo sich Sonia Bunting innerhalb des 1960 gegründeten Anti-Apartheid Movement für wirtschaftliche Sanktionen gegen Südafrika einsetzte. Außerdem organisierte sie die World Campaign for the Release of South African Political Prisoners, die die Freilassung politischer Gefangener in Südafrika forderte. Dazu gehörte auch eine Kampagne zur Unterstützung der Angeklagten des Rivonia-Prozesses, denen die Todesstrafe drohte. Sie leitete 20 Jahre lang das Parteibüro der SACP in London und koordinierte ab 1968 das Erscheinen der Vierteljahreszeitschrift The African Communist.
1991 kehrte sie mit ihrem Mann nach Südafrika zurück. 1994 und 1999 unterstützte sie den African National Congress im Wahlkampf. Sie war Mitbegründerin des Vereins Cape Town Friends of Cuba.
Sonia Bunting hatte mit ihrem Mann Brian drei Kinder.

## Ehrungen
- 2010: Order of Luthuli in Silber (postum)[4]